# Balachowskyacris rhabdotus
Balachowskyacris rhabdotus är en insektsart som först beskrevs av Morgan Hebard 1924.  Balachowskyacris rhabdotus ingår i släktet Balachowskyacris och familjen gräshoppor. Inga underarter finns listade i Catalogue of Life.